# Jezero Posavsko
Jezero Posavsko is een plaats in de gemeente Martinska Ves in de Kroatische provincie Sisak-Moslavina in de Kroatische. De plaats telt 104 inwoners (2001).